# EE-09 Cascavel
El EE-09 Cascavel es un automóvil blindado creado en Brasil por la compañía Engesa, como una evolución del M8 Greyhound. Este vehículo es un tipo intermedio entre un tanque medio y un tanque ligero, ya que sus prestaciones se equilibran en ambos términos, teniendo buena movilidad y velocidad muy buena a campo traviesa. Su fabricante en principio lo diseñó como un medio de apoyo a tropas de tierra, así mismo, como un medio de ataque en tierra muy efectivo contra fortificaciones improvisadas, como en el caso del conflicto colombiano. 
Su fabricante llegó a producir cerca de 1.500 unidades, estableciendo en conjunto con el Ejército de Brasil talleres para su mantenimiento. Pero a raíz de un fallido proyecto de la firma fabricante, el EE-T1 Osório, la empresa se escindió una vez declarada en quiebra y dejó de producir los EE-09 junto a los otros blindados que fabricó como los EE-11, EE-05 y EE-25.

## Historial de combate

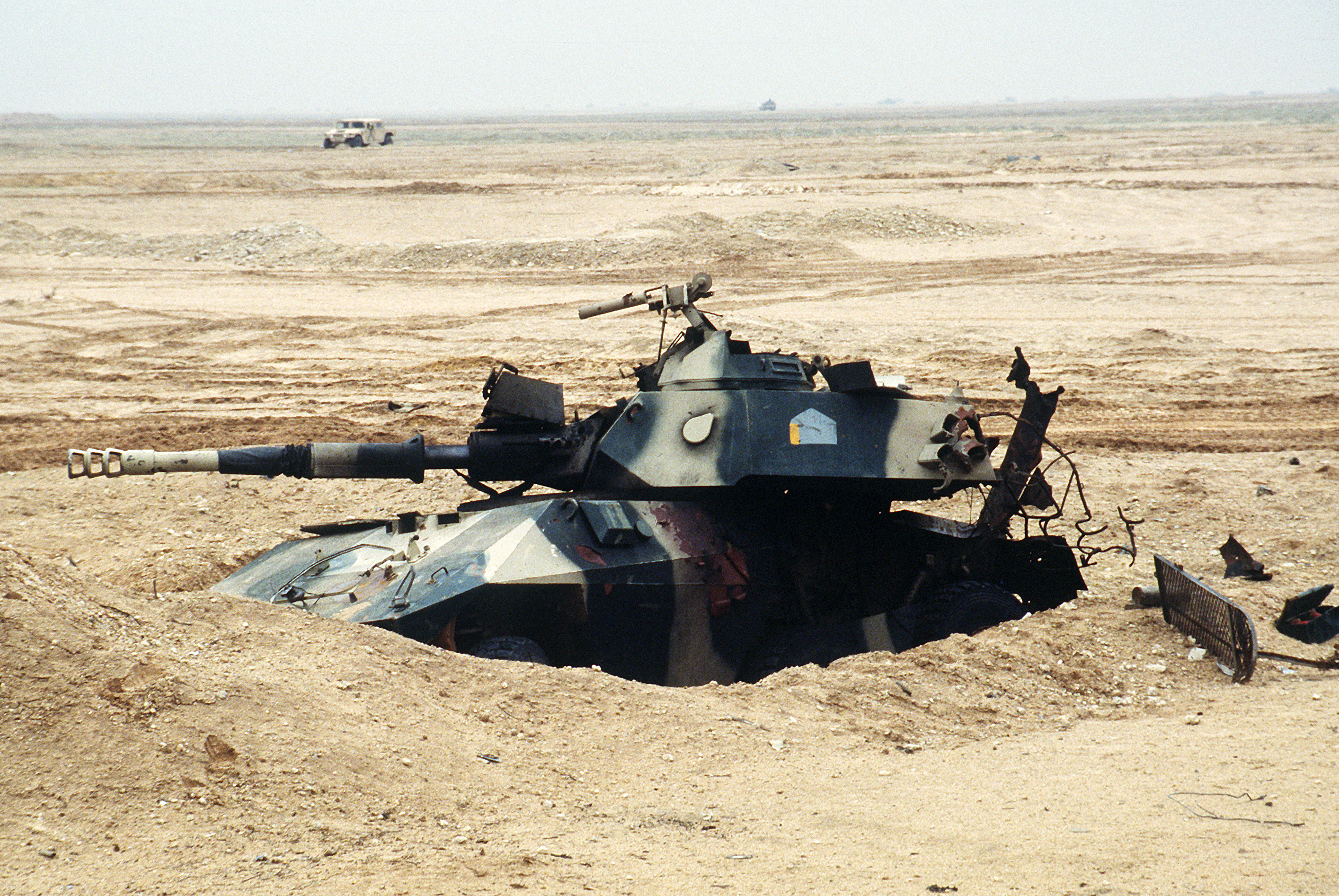
Un EE-9 iraquí dañado en una batalla, ardiendo en las arenas del norte de Arabia Saudita durante la Operación Tormenta del Desierto en la Guerra del Golfo Pérsico.

Las unidades que se vendieron a diferentes países han sido usadas en algunos conflictos de trascendencia: 
- La Guerra Irán-Irak
- La Invasión de Irak de 2003
- La Guerra Civil de Libia
- En el Conflicto armado interno de Colombia y la Retoma del Palacio de Justicia en Colombia.

A su vez, los Cascos Azules de la ONU los han desplegado como el medio blindado principal, como en el caso de las unidades de apoyo a las operaciones de paz de la MINUSTAH.

### En Bolivia
Bolivia adquirió 50 unidades de estos vehículos a finales de la década de 1970. La mayoría de ellos equipan el Regimiento de Caballería Blindada Tarapacá con asiento en Corocoro y son usados como vehículos blindados de combate.
Los vehículos de la clase MK.III, de los que dispone el arsenal boliviano; tienen por pintura un patrón de camuflaje marrón-café; adaptado por el personal local para los altiplanos bolivianos. Constituyen junto con los SK 105-A1 Y SK 105-A2 Kürassier , (cazatanques del Ejército Boliviano), vehículos de transporte de tropas M-113 y EE-11 Urutu, MOWAG Roland y M9 el grupo de blindados del Ejército de Bolivia.

### En Chile
A finales de la década del 70, Argentina y Chile mantuvieron fuertes tensiones en sus relaciones a raíz del reclamo Argentino del canal Beagle.
Chile, sujeto a la restricción de compra de armamento (enmienda Kennedy, que condicionaba la adquisición de material bélico), adquirió en Brasil varias partidas de EE-9 Cascavel y de su hermano EE-11 Urutu.
Los primeros fueron desplegados en los extremos de dicha nación dando soporte a las unidades blindadas que el Ejército de Chile mantenía.
Después de varios años de servicio, fueron dados de baja a principios del 2000.   

### En Colombia

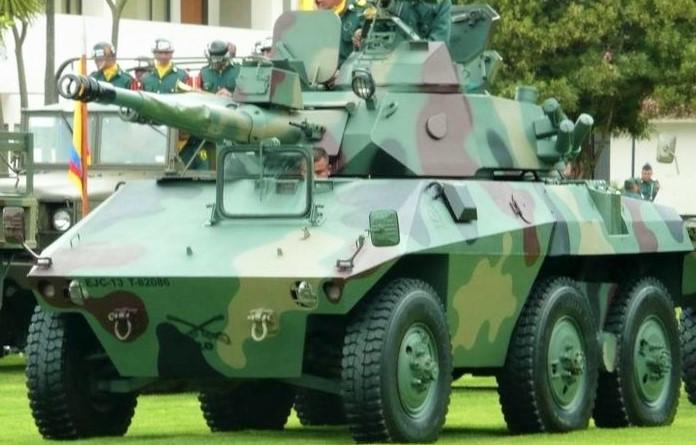
Un EE-09 Cascavel colombiano.

En Colombia el EE-09 figura como el blindado de apoyo de fuego principal del Ejército Nacional de Colombia. Se adquirieron los primeros lotes a finales de la década 1970 y se compraron los últimos en 1983. Colombia posee aproximadamente 125 de estos blindados, los cuales han sido modernizados en varios componentes.

#### Modernización de los EE-09 al servicio colombiano
En 2003, ante la fallida adquisición de los AMX-30 ofertados por el gobierno español, el Ministerio de Defensa Nacional resolvió actualizar el parque de blindados de dotación del Ejército Nacional convocando para ello a contratistas locales y extranjeros, que debieron participar en una licitación pública, en la cual se solicitó al contratista que las labores de actualización se hagan de manera local, en las instalaciones de mantenimiento que el Ejército Nacional dispondría para tal fin.

#### Características técnicas del lote de EE-09 al servicio del Ejército Nacional de Colombia
- Se cambió la transmisión por una versión civil de la tipo Mercedes-Benz COH-DOK 390 6 X 6.
- El blindaje se actualizó a un blindaje homogéneo cerámico; incrementando el peso a 13,4 toneladas en combate.
- Repotenciación con el reemplazo del motor 6V-53N por el motor MB OM924LA incrementando su fuerza motriz a 212 caballos (158 kW) (su máximo a 2800 rpm), alcanzando una velocidad máxima de 100 km/h puede rebasar a una pendiente en ascenso de 60% y pasar una pendiente lateral del 30%.
- Se cambiaron los tanques de combustible por tanques blindados de 390 litros.
- También se instalaron sistemas de visión nocturna.

## Usuarios

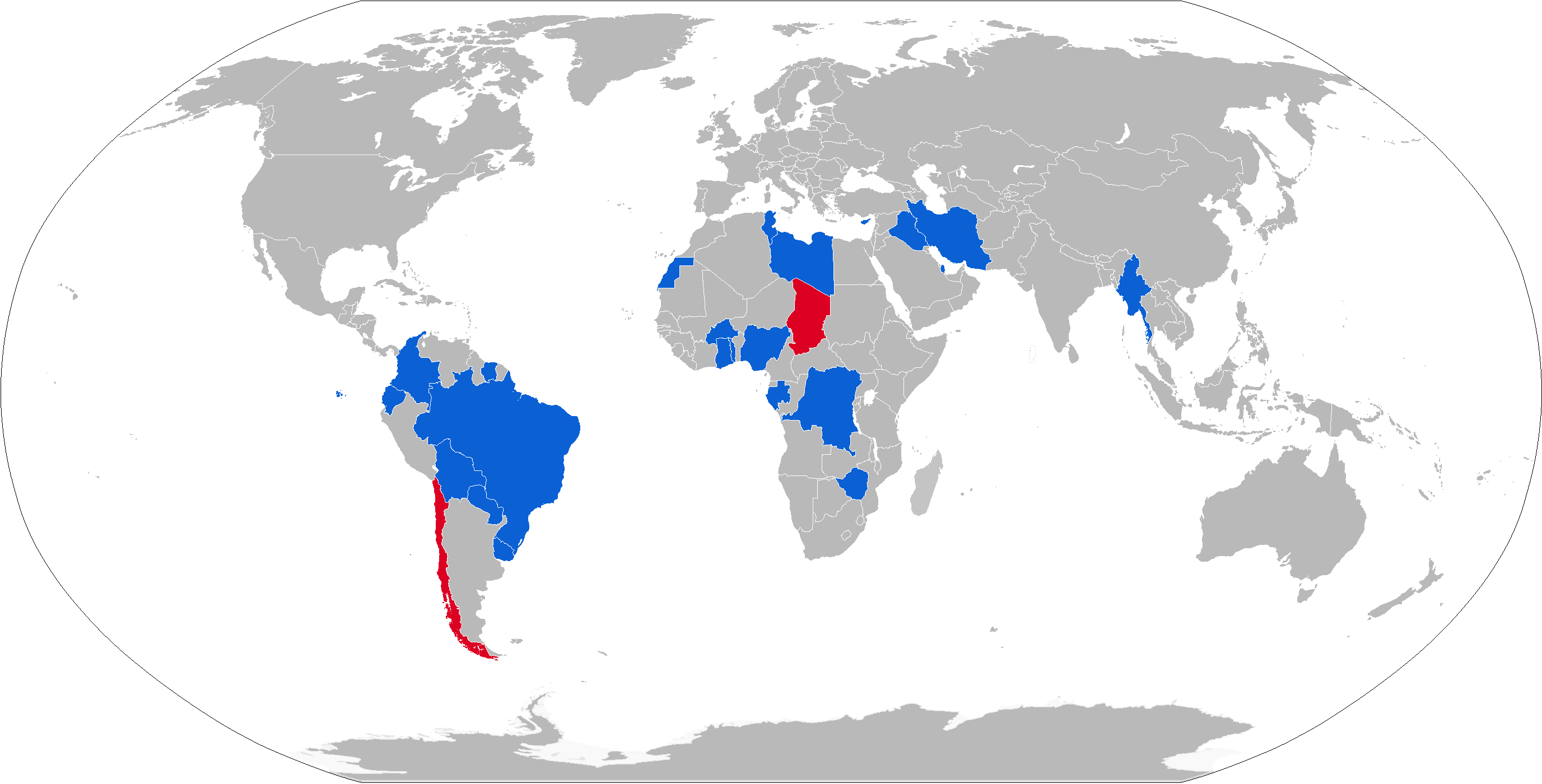
Mapa de países usuarios del EE-09 Cascavel (en azul actuales y en rojo antiguos)

### Actuales

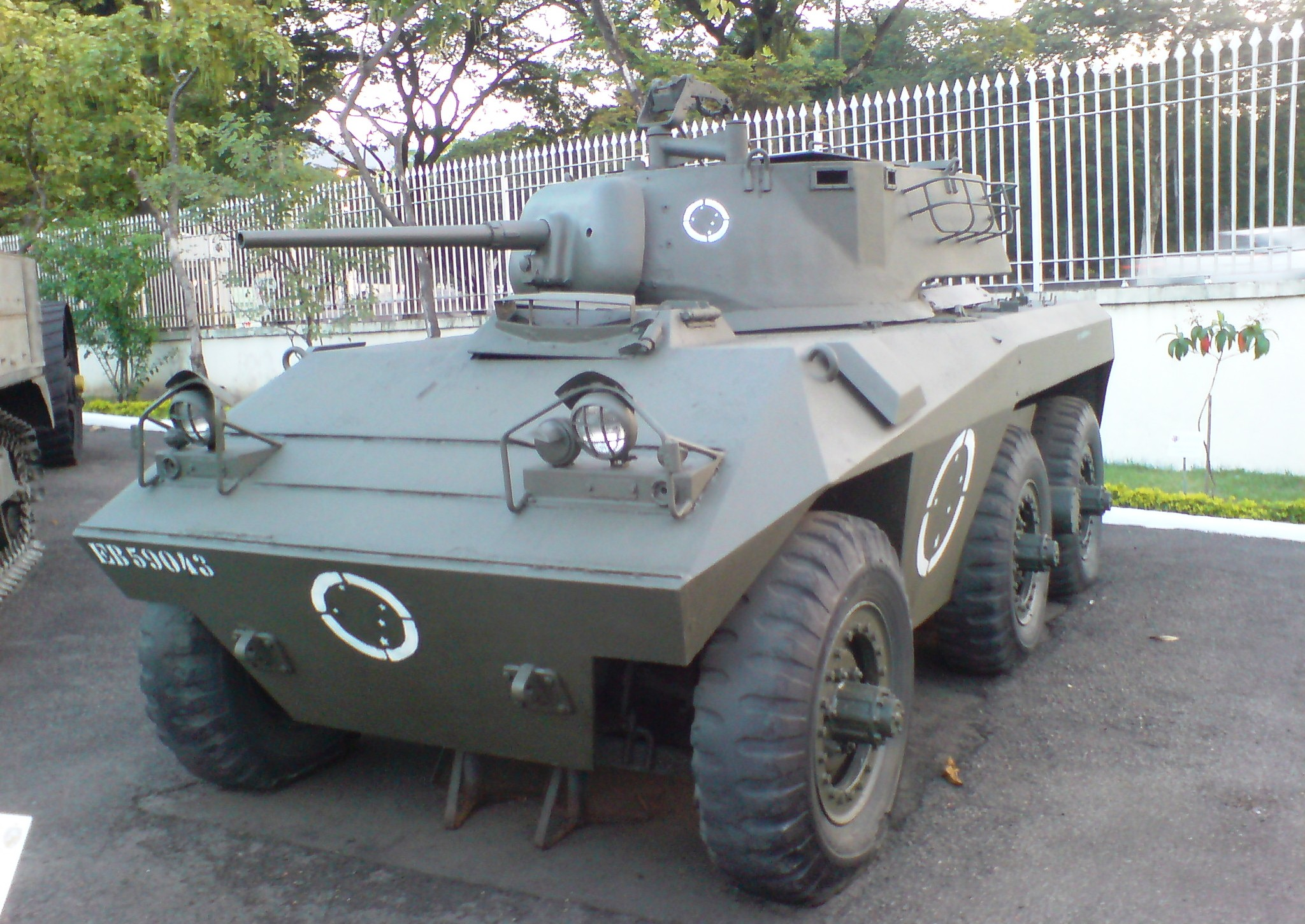
Un Cascavel Mk I en un museo de Río de Janeiro.

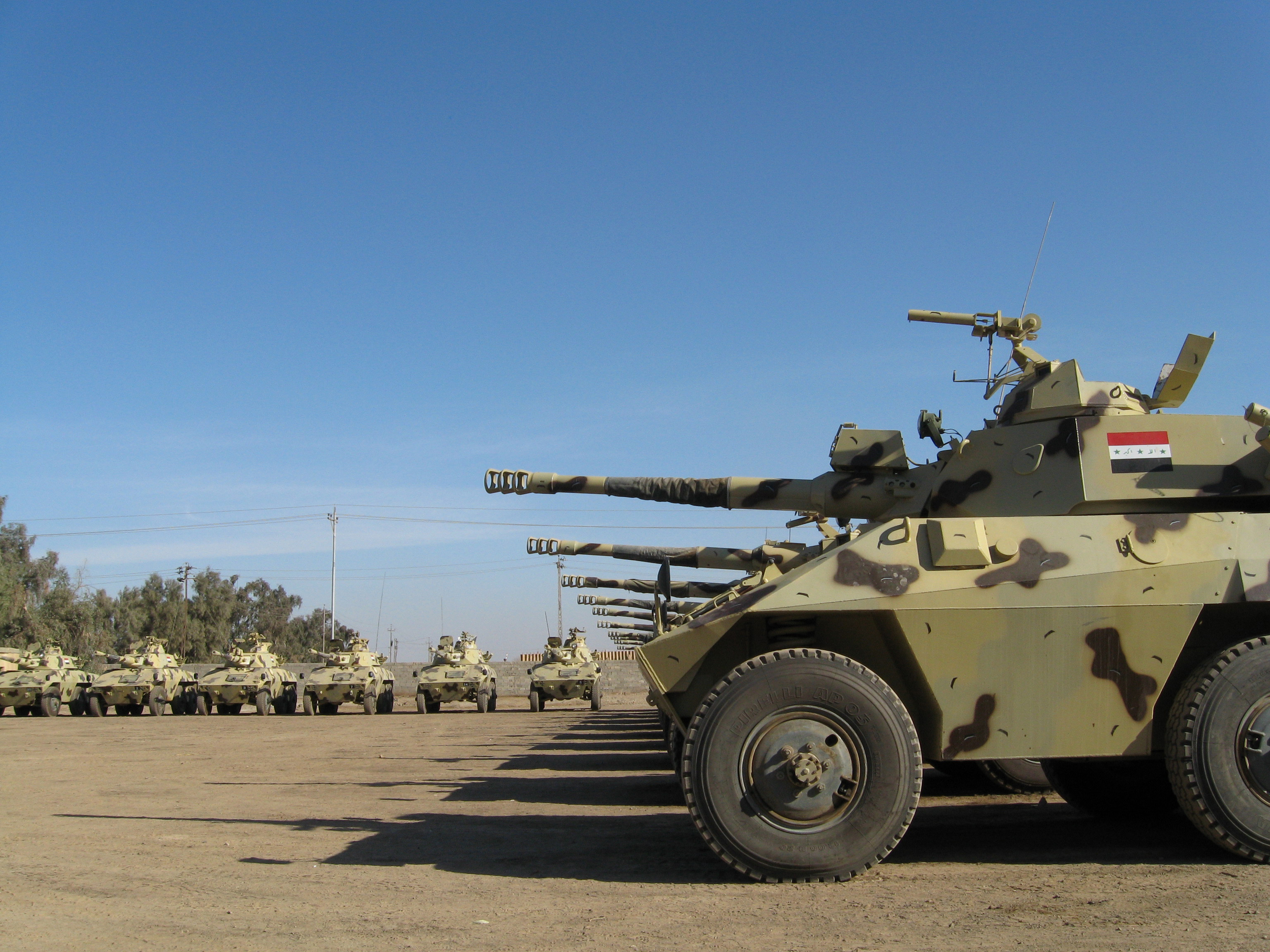
EE-9 Cascavels del ejército iraquí en 2008.

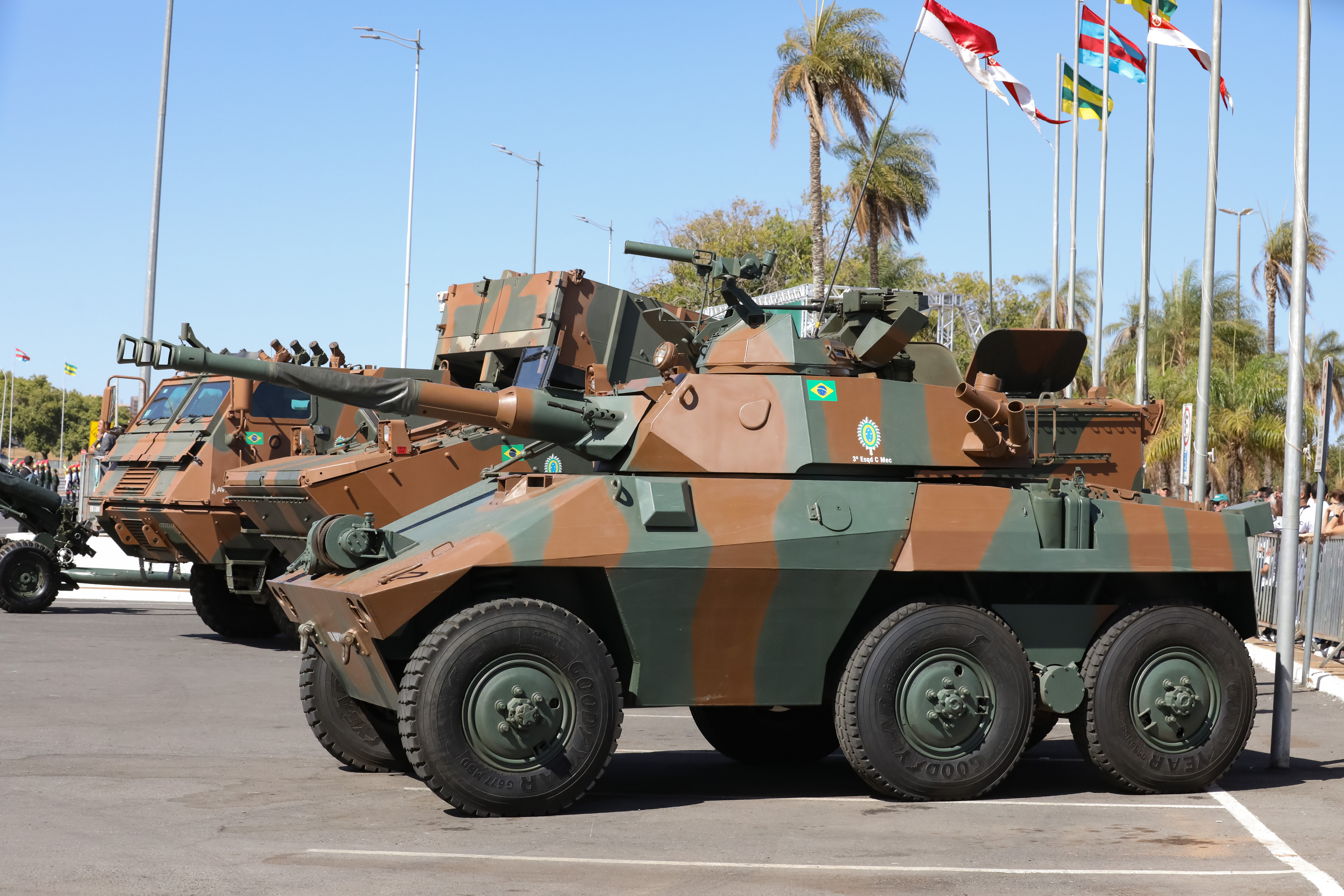
Engesa EE-9 del Ejército Brasileño en exposición pública en 2022

- Brasil

Principal usuario y fabricante; 600 Unidades en proceso de reemplazo por el VBTP-MR.
- Birmania

150, adquiridos a un contratista israelí.
- Bolivia

24.
- Burkina Faso

24.
- Catar

66.
- Colombia

118.
- Ecuador

50
- Guyana

18 unidades.
- Irán

40 a 180 Unidades, capturadas a Irak.
- Irak

Anteriormente 250, 35 actualmente, unidades perdidas durante el conflicto con Irán.
- Libia

380.
- Paraguay

30.
- Surinam

60.
- Túnez

24.
- Uruguay

15.
- Zimbabue

90.

### Anteriores
- Chad

5
- Chile

90 - Retirados en favor del MOWAG Piranha